# Tuxpan (Jalisco)
Tuxpan es una ciudad mexicana ubicada en el estado de Jalisco. Se ubica en la región Sur del estado y es la cabecera del municipio homónimo. 

## Demografía
De acuerdo al censo del año 2020, la ciudad de Tuxpan tiene un total de 30,471 habitantes, de los cuales 14,836 son hombres y 15,635 son mujeres. La población por edades fue,
- 0 a 14 años, 8,001
- 15 a 29 años, 7,427
- 30 a 59 años, 9,284
- 60 y más años, 4,259

### Viviendas
- Viviendas particulares, 9,257
- Viviendas habitadas, 7,721
- Viviendas particulares habitadas, 7,715
- Viviendas particulares no habitadas, 1,230
- Viviendas con recubrimiento de piso, 7,355
- Viviendas con energía eléctrica, 7,664
- Viviendas con agua entubada, 7,702
- Viviendas con drenaje, 7,696
- Viviendas con servicio sanitario, 7,690

#### Fuente
- [6]

## Geografía
Tuxpan se localiza en el noreste del municipio, en las coordenadas 19°33′23″N 103°22′34″O / 19.55639, -103.37611, está a una altitud promedio de 1015 metros sobre el nivel del mar. 

### Clima
Tuxpan tiene un clima semicálido subhúmedo con lluvias en verano.